# ボク達同級生!プロ野球昭和40年会VS48年会
『ボク達同級生!プロ野球昭和40年会VS48年会』（ボクたちどうきゅうせい プロやきゅうしょうわよんじゅうねんかい バーサス よんじゅうはちねんかい）は、関西テレビで1992年から2012年まで放送されていたプロ野球オフシーズン恒例の特別番組のタイトル。
当ページでは、2013年から年に1回のペースで放送中の派生番組についても述べる。

## 概要
昭和40年（1965年）生まれのプロ野球選手で構成された「プロ野球昭和40年会」と、同じく昭和48年（1973年）生まれのプロ野球選手で構成された「プロ野球昭和48年会」が、関西地方（まれに松山や東京といった関西以外の地域からになる年もあった）を旅するバスツアー企画や両軍に分かれての野球対決、クイズやゲームなどで盛り上がる。
また、参加選手による本音トークが展開されるほか、古田敦也が「マスター」としてトークを取り仕切る「古田's BAR」などのコーナーも放送。放送開始20周年目に当たる2011年（2010年度）には、古田、三浦大輔、野村克則、水野雄仁が吉本新喜劇の舞台作品にサプライズで出演した。
関西地区では基本として、1992年（1991年度）1月の第1回放送以降、毎年1月上旬の土曜日に85分番組として放送。2012年（2011年度）までは、単独番組として編成されていた。その一方で、40年会・48年会ともに、メンバーが年々現役を引退。横浜DeNAベイスターズに所属していた三浦が2016年限りで現役を引退したことによって、メンバーから現役選手がいなくなった。

### 派生番組
関西テレビでは2013年（2012年度）以降、年末年始に関西ローカルで放送されるスポーツ関連の特別番組で、40年会・48年会の選手による野球対決企画を継続している。
- 2012年度：『40年会&48年会presents プロ野球が2013倍楽しくなるテレビ!プロ野球選手VS野球芸人 オレたちはすごい!スペシャル』
  - 2013年1月20日（日曜日）の16:00 - 17:25に放送。野球界からは、単独番組時代から出演する40年会・48年会に加えて、56年会（1981年生まれの選手で構成）・58年会（1983年生まれの選手で構成）の選手が参加した。
  - 野球対決では、単独番組時代とは違って、上記の選手が「プロ野球昭和40年会&48年会」という合同チームを結成。野球好きのお笑い芸人・タレントによる「野球芸人オールスターズ」と対決するようになった。この対決からは、イチローの形態模写で知られるニッチロー（今村健太）の珍プレーや、陸上・十種競技の日本記録を保持している武井壮が「捕手・古田」からの盗塁に挑む企画などが生まれている。
- 2013年度：『関西スポーツ大感謝祭2013!』
  - 2013年12月29日（日曜日）の15:50 - 17:45に放送。前年まで関西ローカルで毎年末に単独番組として放送されていた「関西駅伝No.1決定戦」（関西地方に本拠を置くプロスポーツチームの選手および吉本興業・松竹芸能の芸人によるチーム対抗駅伝）や、岡田圭右（ますだおかだ）・高橋真理恵（関西テレビアナウンサー）の進行による関西出身のアスリート（藤浪晋太郎・糸井嘉男・勢翔太）との座談会を組み込んだオムニバス形式の特別番組であった。
  - 野球対決については、前年と同じ形式で実施。豊中ローズ球場で収録した内容を、番組の後半に放送した。「野球芸人オールスターズ」には、武井やニッチローなどのほか、身体能力の高い樽美酒研二（ゴールデンボンバー）がサプライズで参加した[3]。
- 2014年度：『闘う大忘年会2014 禁断のぶっちゃけ トークてんこ盛り!これで今年も閉店ガラガラスペシャル』
  - 2014年12月29日（月曜日）の14:35 - 17:40に放送。前年度に続いて「関西駅伝No.1決定戦」や野球対決を内包するとともに、同年限りで現役を引退した髙橋大輔 (フィギュアスケート選手)への独占インタビューや、岡田・片岡篤史などによるゴルフ対決（花屋敷ゴルフ倶楽部・よかわコースで収録）の模様も放送した。野球対決の「野球芸人オールスターズ」には、武井やニッチローに加えて、さかとも（坂本勇人の形態模写を十八番にしているワタナベエンターテインメント所属の芸人）が初めて参加した[4]。
  - トークパートは、「岡田が割烹の『大将』を務める」という設定の下に、大阪・北新地の割烹で収録。片岡、岡田の相方である増田英彦、井上公造、廣田遥が「常連客」、福留孝介・糸井・勢が「アスリートゲスト」として出演した[5]。ちなみに、タイトルの「閉店ガラガラ」は、岡田の代表的なギャグに由来する。
- 2015年度：『金本監督がブラマヨにダメ出し? 闘う大忘年会2015 安心して下さい!笑いも感動も全部ありますよスペシャル』
  - 2015年12月28日（月曜日）の15:50 - 17:40に放送。「関西駅伝No.1決定戦」や野球対決（「プロ野球レジェンド軍団 VS 野球好き芸人オールスター ガチ野球バトル」）を内包する一方で、同年10月から阪神タイガースに一軍監督として復帰した金本知憲と阪神ファン代表・ブラックマヨネーズ（同年から「カンテレ野球中継総監督」という肩書で同球団公式戦副音声中継に随時出演）の対談企画「アニキ金本監督×ブラックマヨネーズ 爆笑!男気トークバトル」を前半に放送した。
  - 「男気トークバトル」は、ザ・リッツ・カールトン大阪の一室で収録。同年限りで現役を引退した関本賢太郎（元・阪神内野手）が、ブラックマヨネーズの「アドバイザー」として収録へ同席した。また、阪神の若手選手（藤浪・今成亮太・梅野隆太郎・江越大賀）が一軍監督就任後の金本に関するエピソードを語り合う座談会を、対談とは別に収録[6]。金本と縁の深い達川光男・新井貴浩による金本向けのビデオメッセージも流れた。
  - 豊中ローズ球場で収録した「ガチ野球バトル」では、関本、とにかく明るい安村（旭川実業高等学校の学生時代に甲子園球場での夏の高校野球全国大会への出場を経験）、男性の野球選手顔負けの「神スイング」で注目された稲村亜美などが「野球好き芸人オールスターチーム」へ参加。安村と稲村は、投手としても登板した。
  - 単独番組時代から10回目を迎えた「関西駅伝No.1決定戦」では、香川真司（セレッソ大阪に在籍していた2011年の第5回に参加）から、第10回の開催を祝う趣旨のビデオメッセージをスタート前に紹介。レースでは、清水邦広率いるパナソニック・パンサーズ（バレーボール男子プレミアリーグ1部）が初出場初優勝を遂げた。
- 2016年度：『ブラマヨの大みそかスポーツ祭り!! どうかしてるぜ3番勝負&ココだけの話スペシャル』
  - 2016年12月31日（土曜日）の15:50 - 17:45に放送。「第11回関西駅伝No.1決定戦」、野球対決（「プロ野球レジェンド軍 VS ブラマヨ軍」）、「真剣!ゴルフ対決～石川遼vs武井壮」を内包した。
  - 対談パートの「大忘年会」では、ブラックマヨネーズと山本彩（NMB48）が司会を担当。収録の直前にプロボクサー生活へ終止符を打ったばかりの長谷川穂積（男子プロボクシング3階級世界王者）と、2017年から阪神に移籍する糸井をゲストに迎えた。
  - 野球対決では、2016年に広島東洋カープの主催公式戦で始球式を務めた鈴木福が、「ブラマヨ軍」の一員として初参加。「レジェンド軍」では、この年限りで現役を引退した三浦が、横浜大洋ホエールズへの入団当初と同じ背番号46のユニフォーム姿で試合を締めくくった。
  - 駅伝対決では、関西国際大学のキャンパス兵庫県三木市）を舞台に、番組初の公開収録を実施。長谷川が所属していた真正ボクシングジムの後輩選手がチーム単位で参加したことから、長谷川がスターターを務めた。また、森脇健児の長男・倖平（摂南大学に在学中の陸上競技選手）が、テレビ番組に初出演。健児が監督を務める松竹芸能チームの2区を任された。その一方で、2016年夏のリオデジャネイロオリンピック・男子マラソン競技にカンボジア代表として出場した猫ひろしが、吉本興業チームの3区を担っている。
- 2017年度：『コヤぶるッ!SPORTS　大晦日に鳥谷が緊急参戦スペシャル　芸人vsアスリート　今年最後の大下克上バトル』
  - 2017年10月7日から毎週土曜日の17時台にレギュラーで編成している『コヤぶるッ!SPORTS』のスペシャル番組として、同年12月31日（日曜日）の15:55 - 17:45に放送。前年までのMCだったブラックマヨネーズに代わって、『コヤぶるッ!SPORTS』のMCである小籔千豊・アシスタントの本田望結（女優・フィギュアスケート女子ジュニア選手）・レギュラー解説者の金村義明がスタジオパートを進行した。なお通常は生放送か、直前の撮って出しだが、この日は事前に収録したものを放送した。
  - 対談パートでは、『コヤぶるッ!SPORTS』をベースに、「2017年ぶるッ!とAWARD」を放送。鳥谷敬（阪神内野手）・村田諒太（プロボクサーでWBA世界ミドル級王者）・桐生祥秀（東洋大学4年生、同年に陸上男子100mで日本最速記録を達成）・野田樹潤（現役中学生のレーシングドライバーで野田英樹の長女、いずれも放送時点）を表彰したうえで、2017年に最も「ぶるッ!」と感動した瞬間にまつわるエピソードを、上記のアスリートから訊き出した。なお、鳥谷が出演するパートでは、小籔・本田・シャンプーハットこいでがインタビュアーとして同席。野田樹潤は、スタジオパートや「ドリームマッチ!天才少女×F1レジェンド」（モンスターエンジンがリポーターを務めた片山右京とのカートレース企画）にも登場した。
  - 野球対決では、前年までの「ブラマヨ軍」に代わって、小籔率いる「小籔オールスターズ」が「レジェンド軍」と初めて対戦。「小籔オールスターズ」には、「ブラマヨ軍」時代の選手（武井・シャンプーハットこいで・鈴木福など）や、ブリリアン（ブルゾンちえみ with Bの「with B」）が参加した。その一方で、前年まで「ブラマヨ軍」に参加していたニッチローや稲村亜美は、古田が率いる「レジェンド軍」に回った。なお、試合は5回終了時点で同点だったため、タイブレークの末に6 - 6というスコアで番組史上初の引き分けに終わった。
  - 関西駅伝No.1決定戦は、石田一洋・竹上萌奈（いずれも関西テレビアナウンサー）の進行と千葉真子の解説によって、前年に続いて関西国際大学のキャンパス内で実施。JRAに登録されている若手の騎手が、浜中俊率いる「競馬ジョッキーズ」というチームで初めて参加した。松竹芸能チームでは、森脇の長男・倖平が（摂南大学からの卒業を前に）最後の「親子出場」を果たしたほか、 新井沙紀枝（大阪学院大学出身・肥後銀行所属の陸上長距離選手）を助っ人に招いた。結果は、例年新人選手だけでチームを構成しているオリックス・バファローズが初優勝。
- 2018年度：『コヤぶるッ!SPORTS　平成最後の大忘年会スペシャル』
  - 2017年に続いて、『コヤぶるッ!SPORTS』（2018年4月8日からレギュラー放送枠を毎週日曜日の8:30 - 8:55へ移動）のスペシャル番組として、2018年12月31日（月曜日）の15:50 - 17:45に放送。『コヤぶるッ!SPORTS』のレギュラー出演者（小籔・本田・金村・シャンプーハット）がスタジオパート（12月下旬に収録）を進行した。
  - 対談パートでは、『コヤぶるッ!SPORTS』をベースに、「平成最後のぶるッ!とAWARD」を放送。2019年シーズンから阪神の一軍監督を務める矢野燿大をゲストに迎えるとともに、矢野の阪神捕手時代を知る野村克也・井川慶からのVTRコメントを交えながら、2019年の戦力構想などを語らせた。また、2018年にJRA主催の競走で通算4000勝を達成した武豊（騎手）、この年からフィギュアスケートの競技生活を5年振りに再開した髙橋大輔（男子プロフィギュアスケーター）、大阪を拠点に世界で活躍する伊藤美誠（女子卓球選手）を表彰。3人にトロフィーを贈呈した際に収録したコメントも放送した。ちなみに本田は、伊藤へのトロフィープレゼンターも務めている。
  - 豊中ローズ球場で収録された野球対決では、「平成最後のガチンコ野球バトル」と称して、武井・鈴木福が主力の「コヤぶるッ!オールスターズ」と平均年齢が50代の「古田レジェンド軍」が事実上2年連続で対戦。「コヤぶるッ!オールスターズ」では、小籔に代わって蛍原徹（雨上がり決死隊）を選手兼任で監督に据えたほか、ひょっこりはんや「野球女子」の坪井ミサト（プラチナムプロダクション所属のタレント）が初めて参加した。その一方で、「レジェンド軍」には、オリックス・バファローズの現役選手（吉田正尚・大城滉二・若月健矢）を迎えた。結果は2- 0というスコアで「レジェンド軍」が勝利。
  - 「平成最後の関西駅伝No.1決定戦」と銘打った関西駅伝No.1決定戦は、吉原功兼の進行・石田一洋（いずれも関西テレビアナウンサー）の実況・千葉真子の解説によって、立命館大学びわこ・くさつキャンパス（滋賀県草津市）内で初めて実施。阪神タイガースと関西ジャニーズJr.が初めて参加したことや、大阪エヴェッサとバンビシャス奈良が「Bリーグ連合軍」を組んだことによって、参加チームは8チームに増えた。その一方で、松竹芸能チームは小林祐梨子（元陸上競技選手・陸上女子1500m日本記録保持者・北京オリンピック女子5000m日本代表）を助っ人に招いた。結果は、参加2年目の「競馬ジョッキーズ」が、1区からトップの座を譲らずに初優勝。賞金10万円を獲得したが、メンバーの平均年齢が14.3歳の関西ジャニーズJr.チームが優勝した場合にのみ、賞金に代わって食事券を出すことになっていた。
- 2019年度：『こやぶるSPORTS大忘年会　鳥谷阪神の全てを激白!ジャニーズvsブレイク芸人vsアスリート　令和最初から大接戦やでスペシャル』
  - 『こやぶるSPORTS』（2019年4月改編で『コヤぶるッ!SPORTS』のレギュラー放送枠を毎週土曜日の17:00 - 17:30へ戻したことを機に改題）のスペシャル番組として、同年12月30日（月曜日）の15:50 - 17:45に放送。『こやぶるSPORTS』のレギュラー出演者から、小籔・本田・シャンプーハットがスタジオパート（12月下旬に収録）を進行した。
  - 対談パートでは、2019年限りで阪神を退団した鳥谷に「ぶるっと!AWARD2019」を授与。鳥谷自身も、この年のレギュラーシーズン最終戦（9月29日に甲子園球場で催された対中日戦）の試合前練習を本田が取材した際の約束を守る格好で、スタジオでの収録に急遽参加した。このような事情から、「鳥谷敬に1番聞きたいことスペシャル」として放送。阪神ファンに加えて、公私とも縁の深い阪神OB（鳥谷の在籍中に二軍監督→オーナー付シニアアドバイザーを歴任）の掛布雅之や、松村がVTRを通じて質問を寄せた。収録の時点で阪神退団後の去就が決まっていなかった鳥谷は、条件を設けずにNPB他球団からの獲得オファーを待っていることや、オファーがなければ現役を引退することや、引退した場合でも指導者への転身をすぐに考えていないことなどを明言している[7]。
    - ちなみに鳥谷は、2020年3月10日に千葉ロッテマリーンズへ入団することを発表。発表直後の『こやぶるSPORTS』（同月14日放送分）では、鳥谷が対談パートへ出演した際のダイジェスト映像や、ロッテへの入団決定後に収録した鳥谷のビデオメッセージが放送された。

  - 対談パートの途中には、この年の7月に阪神へ入団しながら1ヶ月半で帰国（後に退団）したヤンハービス・ソラーテに対して、『こやぶるSPORTS』の庄司孝ディレクターがアメリカ国内の自宅で直撃取材を敢行した模様を収録した映像を挿入。庄司はこの取材で、阪神球団からの発表だけを基に「モチベーションの低下」と報じられた緊急帰国の真相（家族ぐるみで来日中に第四子を懐妊した妻がアメリカ国内での出産を希望したこと）をソラーテ本人から訊き出している。
  - 野球対決には、萩谷総合公園（大阪府高槻市）内の野球場を初めて使用。対戦カードは「こやぶるオールスターズ」と「プロ野球古田レジェンド軍」で、阪神タイガースの現役選手から初めて梅野隆太郎を「レジェンド軍」に迎えた。「こやぶるオールスターズ」には稲村が復帰した一方で、前年に監督を務めた蛍原や、長年活躍してきた武井とシャンプーハットが参加を見送った。
  - 関西駅伝No.1決定戦は、関西外国語大学のキャンパス（大阪府枚方市）で実施。前年優勝の「競馬ジョッキーズ」が参加を見送ったほか、Bリーグからの出場チームがバンビシャス奈良の単独チームに戻った。その一方で、なにわ男子のメンバーを主体に、関西ジャニーズJr.チームが2年連続で参加。松竹芸能チームは前年に続いて、小林祐梨子を助っ人に招いた。結果は、単独番組時代の第1回（2007年）から14回連続で出場してきた「ドラゴンゲート」（兵庫県を拠点に活動するプロレス団体「DRAGON GATE」に所属するプロレスラーで構成するチーム）が初優勝。
- 2020年度：『こやぶるSPORTS大晦日スペシャル　新庄剛志　球界へのラストメッセージ』
  - 2020年12月31日（木曜日）の16:15 - 17:45に放送。年初から日本国内で新型コロナウイルスへの感染が拡大しているが、恒例企画の野球対決と「関西駅伝No,1決定戦」は、感染拡大への防止策を可能な限り講じながら例年どおり屋外で収録した。その一方で、2014年度以降の特別番組と違って、スタジオから進行するパートの収録を見送った。
  - 対談パートについては、「新庄剛志×小籔千豊　球界へのラストメッセージ」をスタジオ以外の場所で収録。主に外野手として阪神・MLB2球団・北海道日本ハムファイターズで活躍した後に、この年の12球団合同トライアウトで15年振りのNPB・現役復帰を目指した新庄が、トライアウトへの挑戦から現役復帰の断念に至るまでの真相、亡父にまつわるエピソード、阪神や野村克也（在籍中最後の監督で2月11日に永眠）への想いなどを、関西ローカル向けの番組としては初めて明らかにした。
    - 収録の時点で48歳の新庄は、収録を始めるに当たって、上記のトライアウトで実際に使用したバットを1歳年下（47歳）の小籔にプレゼント。収録の最中には、阪神時代のチームメイトだった矢野（新庄の在籍中は現役の捕手）や野村克則（克也の三男で在籍中は捕手）が、当時の新庄に関するエピソードを語った映像も流された。その一方で、「自分は阪神に合わなかったので、阪神から監督のオファーがあっても引き受けない」と断言。関西のスポーツメディアにおける当時の報道姿勢（本人曰く「過剰報道」）を原因に挙げた（実際には翌2021年11月に日本ハムの一軍監督としてNPBへ復帰）。

  - 「こやぶるオールスターズ」と「プロ野球古田レジェンド軍」による5イニング限定の軟式野球対決（豊中ローズ球場）では、シャンプーハットてつじ率いる「こやぶるオールスターズ」が芸人選手を例年より減らす方針を打ち出したことを受けて、武井と樽美酒が復帰した。さらに、前年に「レジェンド軍」へ参加していた梅野も、「こやぶるオールスターズ」へ初めて合流。「レジェンド軍」に参加している三浦がこの年の11月に横浜DeNAベイスターズの一軍監督へ就任したことを背景に、NPBの2021年シーズンに先駆けて三浦との対戦が実現した。
    - 梅野は2021年シーズンから阪神での背番号を入団以来の44から2に変更することを決めていたが、この収録では、公の場としては最後に背番号44のユニフォームを着用。武井とバッテリーを組んだことを皮切りに、4回裏から「小学生時代」という投手として登板すると、打席に立った三浦を二直に封じた。5回表の打席で三浦から勝ち越しの適時打を放つと、この一打で挙げた1点を自身のピッチングで守り切った末に、前身の芸能人チーム時代から7敗1分と苦戦していた「こやぶるオールスターズ」に対戦9年目での初勝利をもたらした（スコアは2 - 1）。

  - 関西駅伝No,1決定戦は、関西サイクルスポーツセンター（大阪府河内長野市）のバンク内と周辺コースで初めて収録。前年に初優勝を果たしたドラゴンゲート、常連チームの吉本興業・松竹芸能・関西ジャニーズJr.に加えて、2020年東京オリンピック（実際には新型コロナウイルスへの感染拡大の影響で翌2021年に延期）の日本代表に選ばれている女性アスリート（杉原愛子・東晟良・七種競技代表の宇都宮絵莉・ホッケー代表チームメンバーの野村香奈）が単独で「東京五輪女子アスリートチーム」を編成したほか、パナソニック・パンサーズが5年振りに参加した。阪神・オリックスの両球団は参加を見送ったものの、『こやぶるSPORTS』のアシスタントでフィギュアスケートの現役選手（この年からシニアクラスの競技会へ出場中）でもある本田望結が、スターターと「東京五輪女子アスリートチーム」の第3走者を担当。吉本興業チームには山本良介（北京オリンピック男子トライアスロン日本代表）、松竹芸能チームには上田藍（北京・2012年ロンドンおよびリオデジャネイロオリンピック女子トライアスロン日本代表）が「助っ人」扱いで参加した。結局、ドラゴンゲートが関西ジャニーズJr.との接戦を制した末に2連覇を達成。東京五輪女子アスリートチームは5位に終わった。
- 2021年度：『こやぶるSPORTS超　優勝オリ&猛虎&金メダリスト　野球に駅伝にゴン攻めスペシャル』
  - 『こやぶるSPORTS超』（事前収録番組として2021年4月から半年にわたって毎週月曜日の深夜→10月から不定期で放送）のスペシャル版および、『こやぶるSPORTS』シリーズの最終回として、2021年12月31日（金曜日）の15:45 - 17:45に放送。番組タイトルの「ゴン攻め」とは、この年の夏季に開催された2020東京オリンピック・スケートボード競技の女子ストリートで、瀬尻稜（プロスケートボーダー）がテレビ中継の解説で連呼していた言葉で、転倒するリスクを冒してでも大技へ積極的に挑むことを意味する。
  - オリックスバファローズが（ブルーウェーブ時代の1996年以来）25年振りにパシフィック・リーグの優勝と日本シリーズ進出を果たしたことを踏まえて、スタジオパートを『こやぶるSPORTS超』のセットで2年振りに復活。「トークによる関西ダービー」と称して、オリックスから吉田正尚と杉本裕太郎、セントラル・リーグで最も多い勝利（77勝）を挙げながら勝率5厘差で優勝を逃した阪神から梅野と青柳晃洋をゲストに迎えたほか、シャンプーハットの2人も「学ぶる芸人」として同席した。また、『こやぶるSPORTS』シリーズの最終回に当たることから、過去のシリーズ番組に通算で20回出演していた伊藤美誠が小籔・本田に向けてビデオメッセージを寄せた。
  - 「こやぶるオールスターズ」と「プロ野球古田レジェンド軍」による5イニング限定の軟式野球対決（豊中ローズ球場）では、前年までトークパートの司会に専念していた本田、青森県立三沢高等学校への在学中に硬式野球部で活動していたELLY（三代目 J SOUL BROTHERS from EXILE TRIBE）、野球系YouTuberの「めいちゅん」が「こやぶるオールスターズ」に初めて参加。鈴木福・武井も前年に続いて名を連ねたほか、杉本が2年振りに加わった。試合ではELLYとめいちゅんがスタメンでバッテリーを組んだが、4対11という大差で2年振りに敗れた。
    - 前年に「こやぶるオールスターズ」へ参加していた梅野は、「FA移籍」という名目で、チームメイトの秋山拓巳と揃って「古田レジェンド軍」に参加。3回表には、岩田稔（阪神一筋でこの年に現役を引退した左投手）とバッテリーを組んだ。ちなみに岩田は、3回表終了後の引退セレモニー（ニッチロー'からの花束贈呈）をはさんで、3回裏に左打席でELLYから2点二塁打。一方の本田は、4回表に代打として星野伸之から左前に安打を放つと、その裏から左翼の守備に就いている。また、4回裏に秋山が左打席へ立った際には、「こやぶるオールスターズ」が秋山の幼なじみ（小学生時代に所属していたスポーツ少年団のチームメイト）であるきん（ビスケットブラザーズ）をマウンドに送り込んだ（結果は安打）。

  - 三木総合防災公園（兵庫県三木市）内の周回コース（1.7km）で収録された「第16回関西駅伝No,1決定戦」には、阪神・オリックス・吉本興業・松竹芸能・ドラゴンゲート・関西ジャニーズJr.の6チームが参加。岩田が阪神チームの第1走者、本田がドラゴンゲートチームの「助っ人」（第2走者）を務めた。さらに、2020東京オリンピックの日本代表選手から、男子シンクロ板飛び込み競技に出場した寺内健がスターターと吉本興業チームの「助っ人」（第4走者）、陸上の中距離競技（女子1,500m）に出場した卜部蘭が松竹芸能チームの「助っ人」（第3走者）として参加。大会史上屈指の混戦が最後（5区）まで展開された末に、関西ジャニーズJr.チームが初優勝を果たした。
  - この他にも、2020東京オリンピック・スケートボード競技の女子ストリートで（他の競技・種目や冬季オリンピックを含めて）日本代表歴代最年少（14歳）の金メダリストになった西矢椛（関西テレビの放送対象地域内にある大阪府松原市出身のスケートボーダー）の「夢（スケートボードのパート撮影映像に出演すること）」を叶えるためのロケ企画を別途収録。「真冬の大冒険」と称して、当番組による完全プロデュースと関係機関からの特別な許可の下に、通常はスケートボードの使用が禁じられている場所や施設（平安神宮・東映太秦映画村・梅田スカイビル敷地内の地上広場・ハーベストの丘・てんしば・ヨドコウ桜スタジアムのスタンド・とんぼりリバーウォーク・なんばグランド花月の前など12ヶ所）で2日間のパート撮影に挑んだ模様を放送した。この年にアナウンサーとして関西テレビへ入社した橋本和花子が進行役、シャンプーハットが「夢の見届け人」として初日のロケに参加。
- 2022年度：『超アスリート×ブレイク芸能人が野球&駅伝でブラボー連発!忘年会では大暴露スペシャル』
  - 「第11回　プロ野球古田レジェンド軍対芸能人オールスターズ　野球対決」「能見!糸井!鳥谷!福留!吉田正尚!藤浪!日本一オリ阪神勇退戦士ぶっちゃけ大忘年会」「第17回　関西駅伝No.1決定戦」という3つのパートで構成される特別番組として、2022年12月31日（土曜日）の15:00 - 16:45に放送した。関西テレビが『こやぶるSPORTS』の系譜を継ぐバラエティ系のスポーツ情報番組をレギュラーで制作していないことから、「野球対決」や「関西駅伝No.1決定戦」のシリーズ番組としては6年振りに、同局のレギュラー番組とは無関係の特別番組として編成された。ただし、『こやぶるSPORTS』シリーズでアシスタントを務めていた本田望結は、「忘年会」のパートに出演。
  - 「野球対決」は、大阪学院大学が吹田キャンパス（大阪府吹田市）内に完成させたばかりの「大阪学院大学総合スポーツフィールド野球場」で収録。「古田レジェンド軍」には、NPBの現役選手から青柳晃洋（阪神投手）と紅林弘太郎（オリックス内野手）が参加した。「芸能人オールスターズ」では、後藤拓実（四千頭身）を新たに監督へ迎えるとともに、この年に阪神で現役を引退した糸井や、ジャニーズJr.から髙橋優斗（HiHi Jets）が初参加。2016年から5年連続で参加していた鈴木福は姿を見せなかったものの、メンバーの高岸宏行がこの年の途中から投手として独立リーグ（ベースボール・チャレンジ・リーグの栃木ゴールデンブレーブス）でのプレーを始めたティモンディが3年振り、この年の11月まで1年半にわたって日本フェンシング協会の会長を務めていた武井が2年振りに出場した。さらに、大阪市立桜宮高等学校の硬式野球部員時代に矢野燿大と揃ってクリーンアップを任されていた高山トモヒロ（ケツカッチン）が久々に出場。前年に初めて出場したELLYも、駒澤大学附属苫小牧高等学校の硬式野球部で田中将大とバッテリーを組んだ経験を持つ八木将康（劇団EXILE）と揃って参加した。
    - 「芸能人オールスターズ」の投手陣では、ELLYがスライダーで紅林から三振を奪う一方で、プロ野球生活の序盤（日本ハムへの入団2年目）まで投手だった糸井が元・チームメイトの青柳に本塁打を献上。対する「古田レジェンド軍」では、青柳が打者としてチームの全得点（3点）を叩き出しながらも、ライトを守るニッチロー’の拙守がことごとく失点につながっていた。監督の古田は1点ビハインドで迎えた最終回（5回裏）に「打順を変更する」という禁じ手を2度使ったものの、結果は1点差で「芸能人オールスターズ」に通算2度目の敗北。

  - 「忘年会」のパートは津田篤宏（ダイアン）が進行。鳥谷と本田に加えて、NPBでの現役生活を2022年限りで退いた元・選手から、能見篤史（オリックスのコーチ兼任投手で2020年まで阪神に在籍）と糸井が集結した。さらに、2021年から復帰していた中日で2022年に現役を引退した福留、オリックスの「日本一」（ブルーウェーブ時代の1996年以来25年振りの日本シリーズ制覇）を置き土産にMLBのボストン・レッドソックスへ移籍した吉田、阪神からポスティングシステムによるMLBへの挑戦を表明している藤浪が、忘年会の酒のつまみになりそうなメッセージ（放送上の呼称は「おつまみメッセージ」）をVTRで寄せている。
  - 「関西駅伝No.1決定戦」では、京都競馬場（京都市伏見区）の厩舎地区に設けられた1周1,500mのコースで、「阪神」「オリックス」「吉本興業」「松竹芸能」「競馬ジョッキーズ」「ドラゴンゲート」「関西ジャニーズJr.」の7チームが対決。吉本興業チームでは猫ひろしを3区の「助っ人」、森脇健児が肉離れで出場を断念した松竹芸能チームでは福士加代子を4区の「助っ人」に迎えたほか、所属タレントの高橋成美（日本代表としてソチオリンピックへ出場していた元・フィギュアスケート選手）が3区で出場した。また、「競馬ジョッキーズ」では、1区の走者にミルコ・デムーロを起用（結果は2位）。この年の競馬界で話題を集めた今村聖奈（デビュー1年目の女性騎手）がスターター、森脇が千葉真子と共に解説を務めた。その一方で、サッカー日本代表が2022 FIFAワールドカップ（収録の直前までカタールで開催）で快進撃を続けたことを踏まえて、2区ではおばたのお兄さん（吉本興業）がFWの堂安律、かみじょうたけし（松竹芸能）が監督の森保一に扮しながら走っていた。結果は、京都競馬場がホームグラウンドに当たる「競馬ジョッキーズ」が、オリックスのアンカー・佐野皓大（持ち前の俊足でチームの「日本一」に貢献していた外野手）による猛追を振り切って4年振り2度目の優勝。
- 2023年度：『目指せARE! アスリートvs芸能人ガチ対決&祝ARE!阪神V戦士おもてなしスペシャル』
  - 2023年12月31日（日曜日）の15:45- 17:30に放送。阪神がこの年に「ARE」（18年振りのセントラル・リーグ優勝と38年振りの日本シリーズ制覇）を達成したことを受けて、ミルクボーイの進行による「鳥谷・糸井の日本一のおもてなしスペシャル　優勝なんてなんぼあってもいいですからねー!」（阪神の「ARE」に大きく貢献した佐藤輝明・中野拓夢を鳥谷・糸井が濱口善幸（濱口優の実弟で占い師）によるタロット占いを交えながら北新地の高級料亭でもてなしたロケ企画）を「プロ野球レジェンド軍vs芸能人オールスターズ野球対決」と「関西駅伝№1決定戦」の合間に放送した。
  - 「野球対決」では、NPBの一軍公式戦を開催した実績のある球場（滋賀県大津市の皇子山球場）をシリーズ史上初めて使用。この年の日本シリーズに出場していた阪神の選手から糸原健斗と西純矢が「芸能人オールスターズ」、オリックスの選手から安達了一と西野真弘が「古田レジェンド軍」に参加した。また、巨人で現役を引退したばかりの松田宣浩（滋賀県出身）が「古田レジェンド軍」から初出場。「芸能人オールスターズ」には、阪神の大ファンであることをかねてから公言している佐藤隆太や、少年野球を経験しているMAKIDAI（EXILE）が新たに加わった。ちなみに、ティモンディからは前田裕太だけが「芸能人オールスターズ」に参加。
    - 佐藤は「芸能人オールスターズを2年連続の『ARE』（勝利）に導きたい」との意気込みで監督を務めるかたわら、左翼手としてスタメンで出場。MAKIDAIは「1番・二塁手」、阪神への入団前（創志学園高等学校の投手時代）から打力も高く評価されている西は「4番・遊撃手」としてスタメンに起用されていた。実際には「古田レジェンド軍」が、1回裏に松田のランニング本塁打で先制。「芸能人オールスターズ」では、3回裏に投手として登板した佐藤が無死満塁のピンチを招きながら無失点で凌ぐと、1点ビハインドで迎えた4回表に西の二塁打から同点に追い付いた。
    - MAKIDAIは、3回表の攻撃で星野伸之と対戦した際に、星野が投じたスローカーブを犠打と見せ掛けて右手で捕球。星野がオリックス・ブルーウェーブの投手として1990年9月20日に登板していた東京ドームでの対日本ハム戦で中嶋聡（星野とバッテリーを組んでいた捕手で放送時点ではオリックス・バファローズの監督）が守備中に見せたプレーにちなんだ「ボケ芸」であったが、何の前触れもなく為されたため、「芸能人オールスターズ」のナインをかえって困惑させていた。
    - 「芸能人オールスターズ」は4回裏に、本来は内野手である糸原を投手に起用。佐藤は左翼の守備に戻ったものの、MAKIDAIと自身の拙守などで「古田レジェンド軍」に2点を献上したため、2人は（最終イニングである）5回を前に「君らは集中力が無いんじゃないか?」との説教を恋さん（シャンプーハット）から受ける羽目に陥った。5回表の攻撃では佐藤の安打を皮切りに2死満塁のチャンスをつかんだものの、西が遊撃手・安達へのゴロに打ち取られたため、結局は「古田レジェンド軍」が3対1というスコアで雪辱。「古田レジェンド軍」には勝利チーム賞として、10kg分の宮崎牛が宮崎市の観光協会から贈られている。

  - 通算で18回目の「関西駅伝No.1決定戦」では、1周がおよそ1,300mの周回コースを大和大学（大阪府吹田市）のキャンパス内に設定。常連チームの「阪神」「オリックス」「吉本興業」「松竹芸能」「ドラゴンゲート」に加えて、NMB48の坂下真心・小嶋花梨（キャプテン）・眞鍋杏樹・平山麻衣（いずれも収録の時点におけるメンバーで吉本興業に所属）と塩見綾乃（岩谷産業に所属する現役の中距離走選手）が単独チーム（「NMB48」）で初めて参加した。「吉本興業」は福士、「松竹芸能」は北川星瑠（きたがわ・ひかる：大阪芸術大学駅伝部のキャプテンで同社のタレントとしても活動する長距離走の現役選手）、「オリックス」は球団広報（2010年代の前半にセットアッパーとして活躍していた元・投手）の佐藤達也を「助っ人」に迎えていたが、結局は「阪神」が最終区間（5区）で「松竹芸能」を振り切った末に優勝。「オリックス」は3位、「吉本興業」は4位、「NMB48」は5位でレースを終えた。

## MC
- 梅田淳（関西テレビ出身のフリーアナウンサー）
  - 2012年度から2017年度まで野球対決のパートに出演。関西テレビ時代の後輩に当たる同局の現役アナウンサー・藤本景子（産前産後休暇に入っていた2013年度の『関西スポーツ大感謝祭2013!』のみ中島めぐみ）と共同で収録を進行したほか、収録映像の実況・ナレーションも担当していた。2018年度以降は収録に参加せず、収録後の実況・ナレーションに専念。同年度のみ、スタジオパートのナレーターを兼務した。
  - 2012年度以降の特別番組に組み込まれている「関西No.1駅伝」では、関西テレビのスポーツアナウンサーが、実況や自転車を漕ぎながらのリポートを担当。DRAGON GATEの選手が毎回出場していることから、非公開で収録していた2015年度までは、同団体の試合中継で実況を担当する山田恭弘（出演時点では同局アナウンサー）がスタート前のリポートで同チームの選手から必ず技を掛けられていた。ちなみに、2019年度以降の野球対決には、DRAGON GATEの選手も「こやぶるオールスターズ」に参加している。

## 主なメンバー
年によってメンバーは多少異なる。

### 昭和40年会
- 古田敦也（元：東京ヤクルトスワローズ）
- 池山隆寛（元：ヤクルトスワローズ内野手・コーチ・二軍監督→東北楽天ゴールデンイーグルスコーチ・二軍監督→現：ヤクルト二軍監督）
- 八木裕（元：阪神タイガース内野手・コーチ→現：北海道日本ハムファイターズコーチ）
- 村上隆行（元：近鉄バファローズ→西武ライオンズ→関西独立リーグ・06BULLS監督→中日ドラゴンズコーチ→現：福岡ソフトバンクホークスコーチ）
- 星野伸之（元：阪急・オリックス→阪神→オリックスコーチ）
- 水野雄仁（元：読売ジャイアンツ〈巨人〉→巨人コーチ→現：巨人スカウト部長）
- 渡辺久信（元：西武ライオンズ→ヤクルト→台湾嘉南勇士→西武監督→現：西武シニアディレクター）
- マイク仲田（元：阪神→千葉ロッテマリーンズ）[8]
- 山本昌（元：中日）
- 小宮山悟（元：ロッテ→横浜ベイスターズ→ニューヨーク・メッツ→ロッテ→現：早稲田大学野球部監督）
- 近田豊年（元：福岡ダイエーホークス→阪神）
- 紀藤真琴（元：広島東洋カープ→中日→楽天投手・コーチ）

### 昭和48年会
- 中村紀洋（元：近鉄→ロサンゼルス・ドジャース→オリックス→中日→楽天→横浜DeNAベイスターズ→中日コーチ）
- 小笠原道大（北海道日本ハムファイターズ→中日ドラゴンズ→中日二軍監督→日本ハムコーチ→現：巨人コーチ）
- 礒部公一（元：近鉄→楽天→楽天コーチ）
- 三浦大輔（元：横浜／DeNA投手・コーチ・二軍監督→現：DeNA一軍監督）
- 坪井智哉（元：阪神→日本ハム→オリックス→DeNAコーチ→現：北海道フロンティアリーグ・石狩レッドフェニックス監督）
- 野村克則（元：ヤクルト→阪神→巨人→楽天捕手・コーチ→巨人コーチ→ヤクルトコーチ→現：阪神コーチ）
- 川越英隆（元：オリックス→ロッテ→ロッテコーチ→現：ソフトバンクコーチ）
- 黒木知宏（元：ロッテ→日本ハムコーチ→現：ロッテコーチ）
- 門倉健（元：中日→近鉄→横浜→巨人→韓国SK→中日コーチ）
- 中村豊（元：日本ハム→阪神外野手・コーチ→現：中日コーチ）
- 萩原淳（元：オリックス→日本ハム→ヤクルト）

### ゲスト
『関西スポーツ大感謝祭2013!』以降の特別番組については、野球対決で「野球芸人オールスターズ」に参加した人物や、「レジェンド軍」に参加した40年会・48年会の非会員のみ記載。

#### 現役のプロ野球選手
男子選手については、収録に参加した時点での所属球団とポジションで、初めて参加した年の早い順に表記。

##### オリックス・バファローズ
- 吉田正尚（2018年）
- 大城滉二（2018年）
- 若月健矢（2018年）
- 杉本裕太郎（2019年・2021年）
- 紅林弘太郎（2022年）
- 安達了一（2023年）
- 西野真弘（2023年）

##### 阪神タイガース
- 梅野隆太郎（2019年 - 2021年）
- 秋山拓巳（2021年）
- 青柳晃洋（2022年）
- 糸原健斗（2023年）
- 西純矢（2023年）

##### 女子プロ野球
- 吉田えり（2010年）
- 小西美加（2010年）

#### 元・プロ野球選手
- 関本賢太郎（『闘う大忘年会2015』[9]）
- 狩野恵輔（2017年[10]）
- 岩田稔（2021年）
- 松田宣浩（2023年）

#### お笑い芸人
- 松村邦洋（2013年頃までほぼ毎年出演）
- 陣内智則（2010年）
- ブラックマヨネーズ（2010 - 2016年）
- 千鳥（2011年）
- サバンナ（2011年）
- 辻本茂雄（2011年）
- 池乃めだか（2011年）
- ニッチロー（2012年 - 、当初は「ニッチロー（今村健太）」名義で参加）
- たむらけんじ（2012年）
- 兵動大樹（矢野・兵動、2012年）
- 藤田憲右（トータルテンボス、2012 - 2018年）
- 高山トモヒロ（ケツカッチン、『関西スポーツ大感謝祭2013!』から一時参加した後に2022年から再び登場）
- なかやまきんに君（『関西スポーツ大感謝祭2013!』）
- ガリガリガリクソン（『関西スポーツ大感謝祭2013!』から一時参加）
- 山田スタジアム（元・ストリーク、『関西スポーツ大感謝祭2013!』『闘う大忘年会2015』および2016年）
- 小出水直樹（シャンプーハット、『関西スポーツ大感謝祭2013!』『闘う大忘年会2014』、2016年に「シャンプーハットこいで」名義で再び参加、2021年・2023年には「シャンプーハット恋さん」として出場した）
- さかとも（『闘う大忘年会2014』）
- 月亭八光（『闘う大忘年会2015』）
- 藤崎マーケット（『闘う大忘年会2015』）
- とにかく明るい安村（『闘う大忘年会2015』）
- バブルズマンション・池田和希[11]（2016 - 2017年）
- 小笠原ミニ大[12]（2016年）
- ブリリアン（2017年）
- 天竺鼠（2017・2018年・2023年、2023年には川原克己のみ参加）
- ガゼル西口（2017年）
- 蛍原徹（雨上がり決死隊、選手兼任で「コヤぶるッ!オールスターズ」の監督を務めた2018年まで参加）
- ひょっこりはん（2018年）
- 入澤弘喜（2018年、小籔が座長を務める吉本新喜劇の座員）
- ガリットチュウ（2019年）
- EXIT（2019年）
- ティモンディ（2019年・2022年 - 、2023年には前田裕太のみ参加）
- 高関優（2019年、吉本新喜劇の座員）
- さや香（2022年には新山のみ、2023年には相方の石井も参加）
- きん（ビスケットブラザーズ）
- 四千頭身（2022年、メンバーの後藤拓実は「芸能人オールスターズ」の監督として参加）
- おばたのお兄さん（2022年）
- 隣人（2022年）
- バッテリィズ（2023年）

#### その他
- 武井壮（2012 - 2018年・2020年・2022年）
- 樽美酒研二（ゴールデンボンバー、『関西スポーツ大感謝祭2013!』から2016年まで参加した後に、2020年から再び参加）
- 稲村亜美（『闘う大忘年会2015』から2017年まで参加した後に2019年のみ復帰）
- 鈴木福（2016年 - 2021年）
- 坪井ミサト[13]（2018年）
- 吉野正人（2019年 - 、DRAGON GATEの選手で野球経験者）
- 堀口元気（2020年 - 、DRAGON GATEの選手）
- ELLY（2021年 - 、三代目 J SOUL BROTHERS from EXILE TRIBEのパフォーマーで元・高校球児）
- めいちゅん（2021年、野球系YouTuberとして活動する女性）
- 髙橋優斗（2022年、HiHi Jets／ジャニーズJr.）
- 八木将康（2022年 - 、劇団EXILE）
- 佐藤隆太（2023年、「芸能人オールスターズ」の監督兼選手として参加）
- MAKIDAI（EXILE、2023年）

## サブタイトル
- 2006年（第15回）「古田監督初采配&京都観光でフォー!スペシャル」
- 2007年（第16回）「古田のなにわグルメ珍道中&巨人・小笠原お披露目スペシャル!」
- 2008年（第17回）「古田敦也引退お疲れ様スペシャル&青春プレイバック珍道中」
- 2009年（第18回）「古田&番長の新世界練り歩き&200勝と日本一お祝いスペシャル!」
- 2010年（第19回）「清水寺で大パニック&伝統の一戦スペシャル!」
- 2011年（第20回）「祝・20周年!「お笑いの殿堂」初進出&女子大生と大はしゃぎスペシャル」
- 2012年（第21回）「笑撃!●チロー初参戦&禁断のココだけの話大公開スペシャル」（奈良県立橿原公苑野球場で開催）

## スタッフ

### 2012年（第21回）時点
- 特別協力：プロ野球昭和40年会、プロ野球昭和48年会
- カメラ：青木一弘（一光）、藤原祐司・永田哲也・井上英之（関西東通、2009年までは「東通テクノサービス」と表記）、野下忠晃・伊藤吉光（カムワーク、2010年は「はた企画」表記）
- 音声：藤原尉智・曲渕正巳・吉村護郎・廣谷潤平・飯田祥子（関西東通）、森田順三・菊田早哉樹（カムワーク）
- 編集：樋口儀之・金子敦史（テレコープ）
- EED：松元篤史・川邊祥子（東通AVセンター）
- MA：井田憲吾（KTV）
- 効果：篠田竜作（テレコープ）
- 技術協力：関西東通、東京フィルム・メート
- 美術：河真裕美（KTV）
- 宣伝：川上翔子（KTV）
- メイク：ビーム
- AD：藤原陸、中村なるみ
- ディレクター：金本敏英（メディアプルポ）、竹田悟・前洋平・村田昌紀（KTV）
- チーフディレクター：居川大輔（KTV）
- プロデューサー：木村智紀（KTV）
- 制作：関西テレビスポーツ部
- 制作著作：関西テレビ

### 過去のスタッフ
- プロデューサー：松本清
- プロデューサー←ディレクター：西澤宏隆（KTV、2008年まで）
- ディレクター：南知宏・田中耕司・柴田俊介（KTV）
- AD：宮下育雄
- 美術：岡﨑忠司（KTV）
- 広報：原澄子（KTV）
- カメラ：松田博之（遊写）
- 音声：若林直樹・山本和良・清広孝文・前川陽介（関西東通）
- MA：宮島雅俊（KTV）
- 宣伝：岡崎真由美（KTV）

## 関西テレビ以外での放送
- 年によってはFNS系列局（放送されない局もある）や、三重テレビなどの独立局で放送されることもある。
- 2007年（2006年度、第16回）から2009年度（2008年度、第18回）まではBSフジで全国放送されていた[14]。
- フジテレビにはこの番組自体が第1回からネットされていないが、FNN系列の深夜スポーツニュース（2000年までは『プロ野球ニュース』、2001年より『すぽると!』）では収録当日にその模様が放送されている。

## その他
- 2011年の放送（2010年度、第20回）は、同年7月24日の地上波のデジタル完全移行[15] に伴い、アナログ放送（NTSC）では画角16:9のレターボックスサイズとなった。したがってアナログ放送では20回目をもって最後の放送となった。